# Městský hřbitov ve Valašském Meziříčí
Městský hřbitov ve Valašském Meziříčí je veřejné pohřebiště, které se nachází na ulici Masarykova 29 ve Valašském Meziříčí. Správcem pohřebiště jsou Technické služby města Valašské Meziříčí.

## Historie
Ve Valašském Meziříčí se pohřbívalo na starém hřbitově u kostela svatého Jakuba Většího v Krásně nad Bečvou (sloužil pro Krásno a okolní obce), po zákazu pohřbívání v centrech obce vydaným Josefem II. byl vybudován v roce 1826 nový centrální hřbitov. Hřbitov u hřbitovního kostela Nejsvětější Trojice sloužil do roku 1892 pro město Meziříčí a okolní obce, kdy byl založen nový hřbitov na Králově ulici v jižní části města, původně trestanecký. Hřbitov kolem kostela Nejsvětější Trojice byl zrušen v roce 1919 a během dvacátých let 20. století přeměněn na park. Trestanecký hřbitov založený v roce 1892 sloužil k pohřbívání trestankyň z ženské trestnice, která byla v původním zámku Žerotínů v druhé polovině 19. století. V období první světové války si město v roce 1916 pronajalo trestanecké pohřebiště, kde byli pohřbíváni vojáci zemřelí v místních lazaretech. V roce 1953 byly ostatky exhumovány a přeneseny na centrální hřbitov do společného hrobu. Hřbitov byl zrušen v roce 1964. V místě trestaneckého hřbitova byl v roce 2018 odhalen památník obětem první světové války.

## Části hřbitova
Součástí hřbitova jsou tři samostatné části:
- židovský hřbitov v majetku židovské obce v Ostravě,
- vojenský hřbitov německých vojáků z doby druhé světové války,
- mezinárodní pohřebiště s ostatky vojáků z první světové války bez rozdílů národnostní a hrob partyzána.[1][10]

Židovský hřbitov je zbytek z původního hřbitova na němž se dochovalo 17 náhrobních stél z let 1870–1938.
Nad židovským hřbitovem byl zřízen vojenský hřbitov německých vojáků padlých v době druhé světové války, který byl vybudován v letech 1998–2001 a otevřen v roce 2001. Na této části jsou umístěny tři kenotafy, tři hřbitovní pole s žulovými náhrobky, jedenáct desek se jmény vojáků, jejichž ostatky se nepodařilo identifikovat a centrální kříž. Je zde pohřbeno asi 4000 vojáků. Na desce pod centrálním křížem je nápis v němčině a v češtině:„HIER RUHEN DEUTSCHE SOLDATEN DES KRIEGES 1939 - 1945 GEDENKET IHRER UND DER TOTEN ALLER KRIEGE. IHRE SCHICKSALE MAHNNEN UNS ZUR VERSÖHNUNG.
ZDE ODPOČÍVAJÍ NĚMEČTÍ VOJÁCI Z VÁLKY 1939 - 1943 VZPOMEŇTE NA NĚ A NA OBĚTÍ VŠECH VÁLEK, JEJICH OSUDY NABÁDAJÍ K SMÍŘENÍ.“
Pod vojenským hřbitovem stojí mramorový památník na památku tureckých vojáků turecké 20. pěší divize, kteří zemřeli ve zdejších lazaretech. Památník nese jména všech tureckých vojáků, která byly nalezena v městské matrice. Ve Valašském Meziříčí se léčilo na 800 Turků ze zranění, která utrpěli na rakousko-ruské frontě u Haliče od října 1916 do srpna 1917. Za památníkem je společný hrob 265 vojáku všech národností, kteří zemřeli v místních lazaretech v době první světové války. K památníku ve tvaru jehlanu ohraničeném zídkou s řetěze vede schodiště na jehož konci na sloupcích zídky je umístěn znak půlměsíce a hvězdy. Na přední straně podstavce mramorového obelisku jsou dvě pamětní desky s nápisy v tureckém jazyce :„BURADA, BIRINCI DÜNYA HARBINDE 1916-17 YILLARI ARASINDA AVUSTURYA-RUSYA (GALICYA) CEPHESINDE CARPISAN 20 NCI TÜRK TÜMENINE MENSUP 205 TU?RK ASKERI YATMAKTADIR. RUHLARI SAD OLOSUN“ a českém jazyce: „ZDE ODPOČÍVA 205 TURECKÝCH VOJÁKŮ z 20. TURECKÉ DIVIZE, KTEŘÍ BOJOVALI V 1. SVĚTOVÉ VÁLCE NA RUSKO - RAKOUSKÉ FRONTĚ (U HALIČE) V LETECH 1916 - 1917.   ODPOČÍVEJTE V POKOJI.“
Na hřbitově se nachází hřbitovní kaple s výzdobou stropu od Josefa Brože (1904–1980). V roce 2019 byla na hřbitově otevřena nová smuteční síň.

## Osobnosti
Na městském hřbitově jsou pohřbeny tyto osobnosti:
- Marie Bognerová (1931–1997) – akademická malířka a ilustrátorka,
- Eduard Domluvil (1846–1921) –  římskokatolický duchovní, spisovatel a amatérský regionální historik,
- Antonín Matalík (1880–1955) – český houslista, lidový hudebník, skladatel a kapelník,
- Josef Místecký (1891–1957) – český architekt, urbanista, pedagog, malíř, návrhář nábytku a koberců,
- Bohumil Mořkovský (1899–1928) – československý gymnasta, olympionik,
- Rudolf Schlattauer (1861–1915) – český malíř, tvůrce gobelínů.

V roce 2008 byla u vstupu na hřbitov umístěna informační tabule s 57 čestnými hroby.